# Mykorhiza

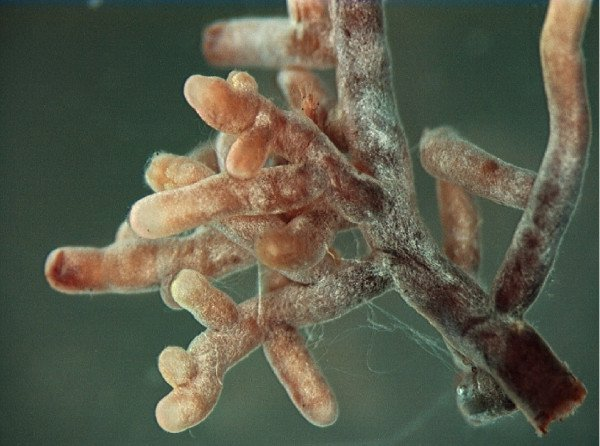
Kořenové špičky muchomůrky (Amanita) v mykorhizním svazku

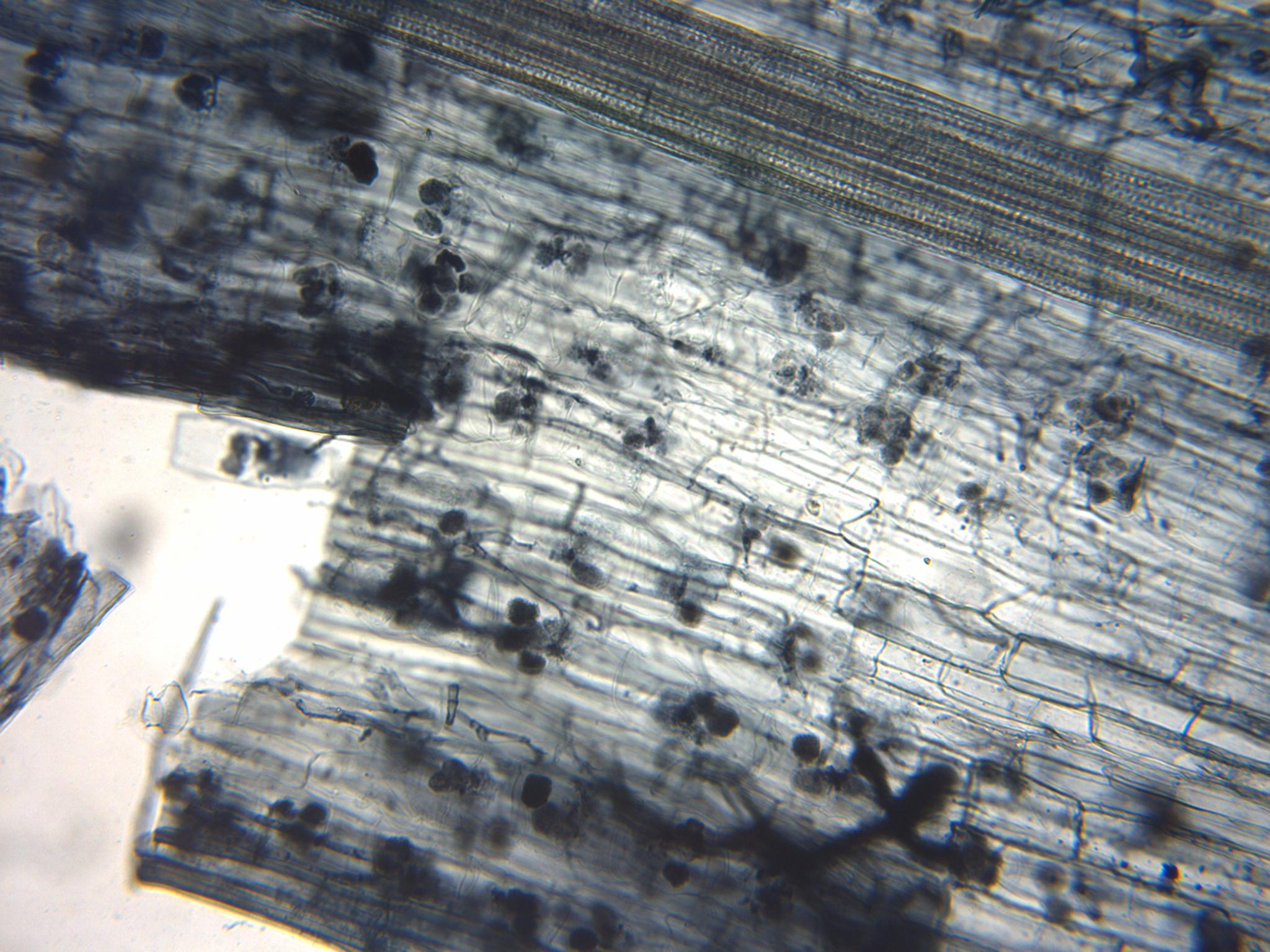
Arbuskulární mykorhiza v kůře kořene lnu

Mykorhiza (dříve mykorrhiza) je symbiotické soužití hub s kořeny vyšších rostlin. Může docházet buď k pronikání houbových vláken do kořenových buněk primární kůry (endomykorhiza), nebo vlákna pronikají jen do mezibuněčného prostoru (ektomykorhiza).
Společným znakem mykorhizních symbióz je, že houbové mycelium nezasahuje nikdy do středního válce kořenu rostliny. Mykorhiza je především mutualistický vztah, tedy oboustranně prospěšný (přestože existují výjimky). Základem mykorhizy je rovnovážný stav mezi organismy. Porušení rovnovážného stavu je parazitismem.
Význam mykorhizy byl dlouho podceňován, ale ukazuje se, že 70 % až 90 % všech rostlin je mykorhizních. Vliv mykorhizy na život rostlin je natolik výrazný, že ovlivňuje i výnos plodin, který může zvýšit.

Je-li mykorhiza mutualistická, rostlina poskytuje houbě produkty fotosyntézy (sacharidy) a houba rostlině vodu a minerální látky; šedá vlákna znázorňují mycelium

## Princip mykorhizy
Rostlina dodává houbě uhlíkaté (energetické) zdroje, houba dodává rostlině vodu a v ní rozpuštěné minerální látky (jako je např. H2PO4− iont). Mykorhizní houby stimulují rhizosférní mikrofloru a její enzymatické aktivity, což je významné pro výživu, růst a zdravotní stav rostlin.[zdroj?]

## Typy mykorhizy

### Endomykorhiza
Při endomykorhize neboli endotrofní mykorhize pronikají houbová vlákna do kořenových buněk rostliny. Je známo několik druhů endomykorhizy; názvy bývají odvozeny ze skupiny rostlin, v níž se daná mykorhiza vyskytuje. Nejčastější houboví symbionti jsou z oddělení Glomeromycota. Endomykorhiza zahrnuje výhradně specializované symbiotické houby, které jsou na svých hostitelích natolik závislé, že bez jejich podpory nejsou schopny přežívat (většinou ani v umělých kulturách).
Druhy endomykorhizy:

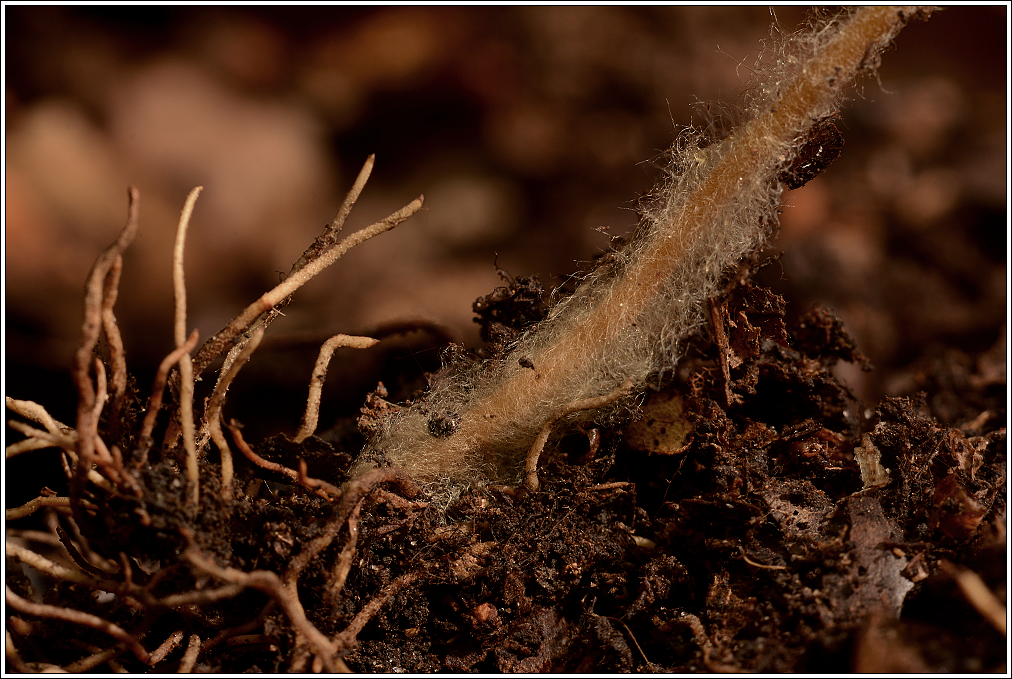
Houbové hyfy a jejich prorůstání ke kořenům rostliny

- arbuskulární mykorhiza (vezikulo-arbuskulární): v buňkách se hyfy větví do stromečkovitého útvaru – arbuskulu; nejčastější druh endomykorhizy;
- erikoidní mykorhiza (vřesovcotvaré a Epacridaceae);
- orchideoidní mykorhiza (orchideje) včetně mykotrofie.

### Ektomykorhiza
Ektomykorhiza (ECM, také ektotrofní mykorhiza) je méně častá, uvádí se asi 2000 rostlinných druhů. Většina ektomykorhizních hub jsou vřeckaté či stopkaté houby, tedy skupiny, k nimž patří také hřib či muchomůrka, a dále zygomycety. Mezi rostliny, které jsou v ektomykorhizním svazku, patří například dub, borovice, eukalyptus, bříza, oliva nebo dvojkřídláč (Dipterocarpus).
Ektomykorhizní houby vytvářejí kolem kořene tzv. hyfový plášť, díky němuž se zvyšuje savá plocha kořenové soustavy. Vlákna také vstupují mezi buňky primární kůry (nikoli do buněk, nejdále také k endodermis). Hyfy v intercelulárním prostoru tvoří soustavu vláken, tzv. Hartigovu síť. Množství dalších hyf se v půdě větví, čímž zvyšuje savou plochu kořenové soustavy.
Kořeny, které se účastní ektomykorhizy, většinou zakrňují, větví se vidličnatě a jsou ztlustlé. Tuto změnu ovlivňují hormony vylučované houbou, například auxiny. Ektomykorhizní houby nejsou na hostiteli tak významně závislé jako endomykorhizní houby. Mohou totiž žít částečně saprotrofně. Některé druhy také mohou volit mezi saprotrofní a mykorhizní výživou.
Ektomykorhiza je vývojově novější forma než arbuskulární mykorhiza a také je druhově selektivní symbiózou.

### Další typy mykorhizy
Mezi méně časté a méně známé patří některé další rozlišované přechodné typy mykorhizy:
- ektendomykorhiza: hyfový plášť někdy přítomen a někdy chybí, Hartigova síť vždy, vlákna pronikají do buněk;
- arbutoidní mykorhiza: endomykorhiza, při níž zakrňuje kořen a výsledně se asociace podobá spíše ektomykorhize; vyskytuje se u některých rostlin z řádu Ericales (např. Arbutus menziensii);
- monotropoidní mykorhiza: typ mykotrofie – rostliny závislé na houbě výživou.